# Esclavage dans l'Afrique contemporaine
Le continent africain est l'une des régions les plus touchées par l'esclavage contemporain. L'esclavage en Afrique possède une longue histoire, remontant à des périodes antérieures aux archives écrites. Il s’est toutefois intensifié avec la traite négrière transsaharienne et celle de l'océan Indien,, puis avec la traite négrière transatlantique et la traite barbaresque. La forte demande d'esclaves a favorisé l'émergence de plusieurs royaumes vivant dans un état   guerre quasi permanent, afin de capturer des prisonniers destinés  à être vendus dans le cadre de ce commerce lucratif.
Ces  dynamiques ont perduré durant la période coloniale, à la fin du XIXe siècle et au début du XXe siècle. Bien que les autorités coloniales aient tenté de supprimer l'esclave vers 1900, leurs efforts se sont avérés en grande partie inefficaces. Même après la décolonisation, l'esclavage persiste dans plusieurs régions d'Afrique, bien qu'il soit officiellement interdit.
L'esclavage dans la région du Sahel (et dans une moindre mesure dans la Corne de l'Afrique) existe le long de la frontière raciale  et culturelle des Berbères arabisés au nord et des Africains au nord et des Africains plus foncés au Sud. L’esclavage dans les États du Sahel, en particulier la Mauritanie, le Mali, le Niger, le Tchad et le Soudan, perpétue un modèle séculaire de servitude héréditaire. D'autres formes d'esclavage traditionnel existent dans certaines région du Ghana, du Bénin, du Togo et du Nigeria. Il existe aujourd’hui en Afrique d'autres formes non traditionnelles d'esclavage, impliquant principalement la traite des être humains et l'esclavage des enfants soldats et des enfants travailleurs, par exemple  la traite des êtres humains en Angola et la traite des enfants du Togo, du Bénin et du Nigeria vers le Gabon et le Cameroun.
Selon l'Anti-Slavery Society, l'esclavage moderne en Afrique comprend l'exploitation des populations soumises, même lorsque leur condition n'est pas techniquement qualifiée d'« esclavage » :
« Bien que cette forme d'exploitation ne soit souvent pas qualifiée d'esclavage, les conditions sont les mêmes. Les personnes sont vendues comme des objets, contraintes de travailler pour un salaire très faible, voire inexistant, et sont entièrement à la merci de leurs «employeurs »
— Antislavery Society, Qu'est ce que l’esclavage moderne ?
Le travail forcé en Afrique sub-saharienne est estimé à environ 660 000. Cela inclut notamment les individus exploités dans les mines de diamants illégales en  Sierra Leone et au Liberia, un phénomène  étroitement lié aux conséquences des guerres civiles dans ces régions. En 2017, le Bureau international du Travail estimait que 7 personnes sur 1000 en Afrique  étaient victimes de formes d'esclavage moderne.

## Types d'esclavage contemporain

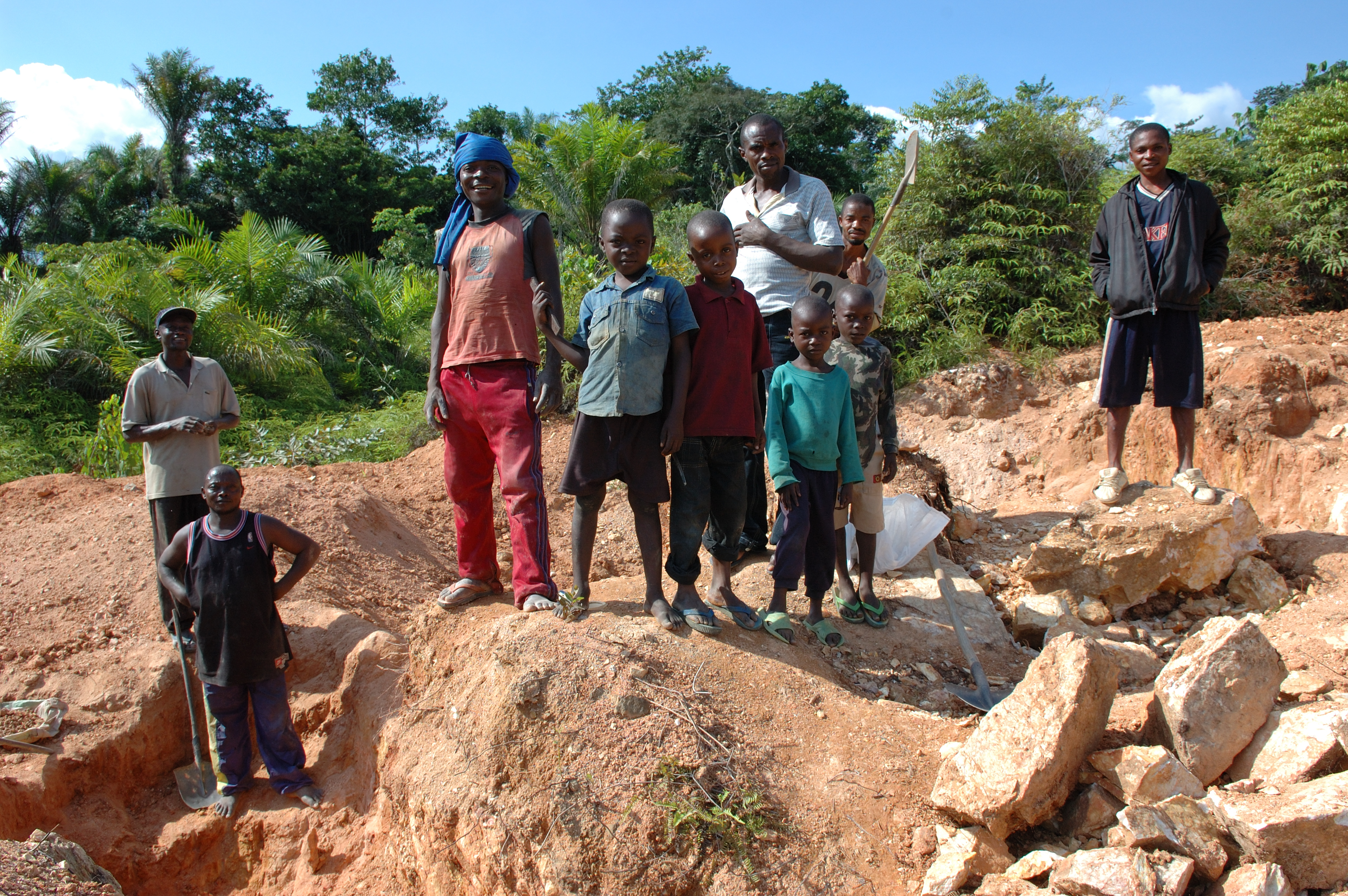
Esclavage héréditaire et travail des enfants dans les entreprise en Afrique

### Commerce du sexe
Bien que l'esclavage institutionnel ait ait été aboli dans le monde entier, de nombreux rapport font état de femmes réduites en esclavage sexuel dans des régions où l’autorité de l'État est faible ou inexistante, notamment au Soudan et au Liberia, en Sierra Leone, au nord de l'Ouganda,en  République démocratique du Congo au Niger et en Mauritanie. Par ailleurs, au Ghana, au Togo et au Bénin, une forme de prostitution religieuse (forcée), connue sous le nom de Trokosi (« servitude rituelle »), contraint des milliers de filles et de femmes à vivre dans des sanctuaires traditionnels en tant qu’« épouses des dieux ». Dans ce système, les prêtres exercent sur elles une domination sexuelle au nom des divinités, les maintenant dans une situation de soumission et d'exploitation prolongée.

### Travail forcé
Le travail forcé, qui se distingue de l’esclavage, bien qu'il puisse en partager certaines caractéristiques, est défini comme tout travail ou service exigé d'une personne contre sa volonté, sous la menace d'une punition quelconque. En République démocratique du Congo, les peuples pygmées sont fréquemment victimes de discriminations et d'exploitation de la part de leurs voisins bantous, qui ont pris la place jadis occupée par les colonisateurs arabes et européens dans les rapports de domination,.

### Traite des enfants esclaves
Le trafic d'enfants a été signalé dans plusieurs pays d'Afrique de l'Ouest, notamment au Nigeria et au Bénin. Des enfants sont enlevés ou achetés par des trafiquants dans des États plus pauvres, comme le Bénin et le Togo, pour des sommes allant de 20 à 70 dollars. Ils sont ensuite revendus dans des pays plus riches en ressources pétrolières, tels que le Nigeria et le Gabon, pour environ 350 dollars chacun. Ces enfants sont exploités comme esclaves domestiques non rémunérés ou contraints à  travailler dans des maisons de prostitution,.
En avril 2014, Boko Haram a kidnappé 276 étudiantes de Chibok, dans l'État de Borno. Plus de 50 d'entre eux ont rapidement réussi à s'échapper, mais les autres n'ont pas été libérés. Au lieu de cela, le chef de Boko Haram, Abubakar Shekau, qui a reçu une récompense de 7 millions de dollars offerte par le Département d'État américain depuis juin 2013 pour toute information menant à sa capture, a annoncé son intention de les vendre comme esclaves .

### Esclavage rituel
La servitude rituelle, connue sous le nom de Trokosi, est une pratique observée au Ghana, au Togo et au Bénin. Elle consiste à offrir des êtres humains généralement de jeunes filles vierges aux sanctuaires religieux traditionnels, soit en guise de paiement pour des services rendus, soit en expiation des fautes présumées commises par un membre de leur famille, le plus souvent de sexe féminin. Au Ghana et au Togo, cette pratique est principalement perpétuée par le peuple Ewe dans la région de la Volta, tandis qu'au Bénin, elle est surtout pratiquée par le peuple Fon.

## Esclavage par pays

### Tchad
La pratique de l'esclavage au Tchad, comme dans d'autres  États du Sahel, est un phénomène profondément enraciné, dont les origines remontent à la transsaharienne opérée à l’époque des royaumes Sahéliens. Malgré son interdiction, cette pratique persiste encore aujourd'hui. À l'instar de plusieurs pays d'Afrique centrale de l'Ouest, elle reflète des divisions ethniques, raciales et religieuses marquées. Selon L'IRIN  (Réseaux d'information régionaux intégrés) du bureau de la coordination des affaires humanitaires,,,, des enfants sont vendus par leurs propres parents au Tchad, où ils sont réduits à l’état d'esclaves.

### Congo
Une forme d'esclavage assimilable à la servitude pour dettes est largement répandu dans certaines régions de la République démocratique du congo. Selon l' Indice mondial de l’esclavage, plus d'un million de personnes y vivraient actuellement dans des conditions d'esclavage.

### Éthiopie
Mahider Bitew, expert en droits et protection des enfants au sein du ministère des Affaires féminines,, affirme que certaines études menées à distance dans des villes telles distance dans des villes telles que Dire Dawa, Shashemene, Awassa, ainsi que dans des trois localités du pays, révèlent que le problème du trafic d'enfants est extrêmement préoccupant. Selon une  étude réalisée en 2003, environ un millier d'enfants ont été victimes de trafic via Dire Dawa vers des pays du Moyen-Orient . La majorité de ces enfants étaient des filles, dont la plupart ont été contraintes à la prostitution après avoir quitté le pays. L’ Organisation internationale du travail (OIT) a classé la prostitution parmi les pires formes de travail des enfants.
En Éthiopie, de nombreux enfants sont victimes de la traite  à des fins d'exploitation sexuelle, de travail forcé, ou encore pour être utilisés comme domestiques non rémunérés ou mendiants. Ces enfants, généralement âgés de 10 à 18 ans, sont souvent déplacés des zones rurales vers les centres urbains, ou inversement, selon les besoins des trafiquants.
Il est fréquemment attendu des garçons qu'ils travaillent dans des secteurs tels que l'élevage du bétail en milieu rural, ou dans l'industrie du tissage à Addis-Abeba et dans d'autres grandes villes. Quant aux filles, elles sont souvent contraintes d'assumer des tâches domestiques , de s'occuper des enfants ou des malades, et, dans de nombreux cas, de se prostituer,.

### Ghana, Togo, Bénin
Dans certaines régions du Ghana, au sain du peuple Ewe, une famille reconnue coupable d'une infraction peut être contrainte d'offrir une jeune fille vierge à la famille lésée, afin de réparer l'offense. Cette dernière est alors réduite en esclavage sexuel, sans pour autant obtenir le statut d'« épouse ».
Par ailleurs, dans certaines zones du Ghana, du Togo et du Bénin, l'esclavage pratiqué dans les sanctuaires traditionnels subsiste encore, bien qu'il soit officiellement interdit au Ghana depuis 1998.
Ce système d'esclavage est parfois désigné sous le nom le nom de sous le nom de trokosi au Ghana, voodoosi au Togo et au Bénin, ou encore « servitude rituelle ». Dans ce cadre des jeunes filles vierges sont offertes aux sanctuaires traditionnels en guise d'expiation. Elles y sont exploitées sexuellement par les prêtres et servent  également de main-d’œuvre gratuite pour les activités du sanctuaire.
De nombreuses prostituées chinoises sont victimes de traffic vers le Ghana afin de servir les communautés d'expatriés, selon les enquêtes menées par l'organisation par l'organisation Enslavement Protection Alliance - West Africa (EPAWA). Cette ONG basée à Accra a indiqué à citi Newsroom  que les victimes sont recrutées sous prétexte de travailler comme aides dans des restaurants. Une fois sur place, elles sont confinées et  contraintes de se livrer à la prostitution.

### Madagascar
La servitude domestique et le travail forcé demeurent un problème persistant et en aggravation à Madagascar, en raison de la pauvreté croissante, selon une mission effectuée  en 2012, par le rapporteur spécial des Nations Unies sur les formes contemporaines d'esclavage. Ce dernier a identifié les enfants comme particulièrement vulnérables et s'est dit profondément préoccupé par leur exploitation notamment dans les mines, dans la prostitution, ainsi que par les mariages forcés assimilables à des formes d'esclavage.

### Mali
L'esclavage demeure une réalité au Mali, touchant toutes les communautés ethniques du pays, bien qu'il soit particulièrement répandu au sein des populations touarègues.
Bien que les autorités coloniales françaises aient officiellement aboli l'esclavage en 1905, de nombreuses personnes asservies sont restées auprès de leurs maîtres jusqu'en 1946, année marquée par une vague significative de mobilisations en faveur de l'émancipation. Après l'indépendance, le premier gouvernement malien a tenté d'éradiquer cette pratique, mais ses efforts ont été freinés par la dictature militaire en place de 1968 à 1991.
Aujourd'hui encore, l'esclavage persiste: des milliers de personnes vivent toujours en situation de servitude. Face à cela, un mouvement social dynamique, appelé Temedt lauréat du prix Anti-Slavery International en 2012, œuvre activement pour faire pression sur le gouvernement afin de mettre un terme définitif à cette pratique,.
Bien que le gouvernement Malien nie la persistance de l'esclavage, la journaliste, Kira Salak, collaboratrice du  la journaliste Kira Salak, collaboratrice du National Geographic, affirmait en 2002 que cette pratique  restait bien visible. Elle rapporte même avoir acheté puis libéré deux personnes réduites en esclavage à Tombouctou.
Par ailleurs, à la suite de la rébellion touarègue de 2012, plusieurs témoignages ont fait état de cas d'anciens esclaves repris de force par leurs anciens maîtres.

### Mauritanie
Selon l'indice de l'Indice de sécurité mondiale, la Mauritanie affiche l'un des taux de vulnérabilité à l'esclavage les plus élevés, se classant au 4e rang dans la région.
Un système perdure aujourd'hui, dans lequel les arabes musulmans appelés bidanes détiennent des esclaves noirs, les haratins. On estime qu'environ 90 000 Mauritaniens vivent encore dans des conditions assimilables à l'esclavage. Les bidanes, qui occupent les postes de pouvoir, sont les descendants des Berbères Sanhaja et des tribus arabes et des tribus arabe Banu Hassan, arrivées au nord-Ouest de l' Afrique, notamment en Mauritanie  et au Sahara occidental au cours du Moyen Âge. Leur nom signifie littéralement « peuple à la peau blanche ».
Selon certaines estimations, jusqu'à 600 000 Mauritaniens soit environ 20 % de la population vivraient encore  en situation d'esclavage, beaucoup étant exploités comme main-d'œuvre. L'esclavage a été officiellement criminalisé en Mauritanie en Août 2007. Malouma Messoud, une ancienne esclave musulmane, a témoigné  de son asservissement au service d'un chef religieux, décrivant les conditions dans lesquelles elle vivait sous sa domination :

« We didn't learn this history in school; we simply grew up within this social hierarchy and lived it. Slaves believe that if they do not obey their masters, they will not go to paradise. They are raised in a social and religious system that everyday reinforces this idea,.
(« Nous n'avons pas appris cette histoire à l'école ; nous avons simplement grandi au sein de cette hiérarchie sociale et l'avons vécue. Les esclaves croient que s'ils désobéissent à leurs maîtres, ils n'iront pas au paradis. Ils sont élevés dans un système social et religieux qui renforce chaque jour cette idée). »

En Mauritanie, bien que la possession d'esclaves ait été interdite par la loi depuis 1981, l'esclavage héréditaire demeure une réalité.
De plus, selon Amnesty International, cette forme d'exploitation continue de se transmettre de génération en génération.

« Not only has the government denied the existence of slavery and failed to respond to cases brought to its attention, it has hampered the activities of organizations which are working on the issue, including by refusing to grant them official recognition.
(« Non seulement le gouvernement a nié l’existence de l’esclavage et n’a pas répondu aux cas portés à son attention, mais il a entravé les activités des organisations qui travaillent sur la question, notamment en refusant de leur accorder une reconnaissance officielle). »

En 1997, l'imam EI Hassan Ould Benyamin, originaire de Tayarat, a exprimé son point de vue concernant les proclamations précédentes mettant fin à l'esclavage dans son pays en ces termes :

« [it] is contrary to the teachings of the fundamental text of Islamic law, the Quran Modèle:Omission [and] amounts to the expropriation from Muslims of their goods; goods that were acquired legally. The state, if it is Islamic, does not have the right to seize my house, my wife or my slave,.
(« [cette pratique] est contraire aux enseignements du texte fondamental de la loi islamique, le Coran, [et] équivaut à l'expropriation des musulmans de leurs biens, biens acquis légalement. L'État, s'il est islamique, n'a pas le droit de saisir ma maison, ma femme ou mon esclave). »

Biram Dah Abeid, souvent surnommé le « Nelson Mandela mauritanien »  ou encore le « Spartacus de la Mauritanie », est un militant anti- esclavagiste issu du groupe ethnique Haratin. Il affirme que:

« there is a kind of informal coalition – Beydanes [the slave owning caste], the state, police, judges, and imams – that prevents slaves from leaving their masters. "Whenever a slave breaks free while IRA [his antislavery group] is not aware and not present, police officers and judges help Arab-Berbers to intimidate the slave until he returns in submission".
(Il existe une sorte de coalition informelle – les Beydanes [la caste des propriétaires d'esclaves], l'État, la police, les juges et les imams – qui empêche les esclaves de quitter leurs maîtres. « Chaque fois qu'un esclave s'échappe sans que l'IRA [son groupe antiesclavagiste] ne soit au courant ni présent, les policiers et les juges aident les Arabo-Berbères à l'intimider jusqu'à ce qu'il revienne soumis »). »

Depuis le 11 novembre 2014, Biram Dah Abeid, ainsi que 16 autres militants, attend son procès en Mauritanie. Ils sont poursuivis pour plusieurs chefs d'accusation, notamment pour « atteinte à l'ordre public » et « offense aux autorités ».
L'histoire de Biram Dah Abeid, éminent militant anti-esclavagiste actuellement en procès, reflète le passé troublé de la Mauritanie ainsi que la persistance de l'esclavage dans le pays.
Malgré cela, les défenseurs des droits humain mauritaniens demeurent optimistes et espèrent que ce procès aboutira, à long terme, à des changements positifs et durables.

### Niger
Le Niger continue de faire face à de graves problèmes liés à trois formes d'esclavages contemporain : l'esclavage héréditaire, ce que l'organisation Anti-Slavery international qualifie d'« esclavagea passif », et les mariages serviles connus sous le nom de Wahaya. En raison de la persistance de ces pratiques et sous la pression de l'organization nigérienne Timidria, le Niger est devenu le premier pays d'Afrique de l'Ouest à adopter une loi criminalisant spécifiquement l'esclavage.
Malgré cette législation, l'esclavage, perdure au sein de plusieurs groupes ethniques du pays. Les femmes y sont particulièrement vulnérables. Un recensement réalisé en 2002 a confirmé l'existence de 43 000 esclaves, et a estimé que le nombre total de personnes concernées pourrait dépasser les 870 000.
Dans une affaire historique survenue en 2008, la cour de justice de la communauté économique des Communauté économique des États de l'Afrique de l'Ouest (CEDEAO) a reconnu l'État nigérien coupable d'avoir permis le maintien en esclavage d'une femme dans le cadre d'un mariage Wahaya, et lui a accordé une indemnisation de 21 500 dollars américains.

### Soudan
Le Soudan connaît une résurgence de l'esclavage depuis 1983, en lien avec la Deuxième guerre Civil Soudanaise. Les estimations concernant le nombre de personnes enlevées varient considérablement, allant de 14 000 à 200 000.
Au Soudan, les prisonniers animistes et chrétiens de la  guerre civile sont souvent réduits en esclavage, et les femmes prisonnières sont souvent utilisées  à des fins sexuelles, leurs ravisseurs musulmans affirmant que lla loi islamique   leur en donne la permission. Selon CBS News, des esclaves ont été vendus pour 50 dollars par personne. En 2001, CNN a rapporté  que l'administration Bush  était sous la pression du congrès y compris des Chrétiens conservateurs préoccupés par l'oppression religieuse et l'esclavage, pour aborder les problèmes liés au conflit soudanais. CNN a également cité les allégations du Département d'État Américain : « Le soutien du gouvernement [Soudanais] à l'esclavage et son action militaire continue qui entraîné de nombreux décès sont dus en partie aux croyances religieuses des victimes.
Jok Madut Jok, professeur d'histoire à l'Université Loyola Marymount, affirme que l'enlèvement de femmes et d'enfants originaires du Sud par des groupes de Nord constitue à tous égards, une forme d'esclavage.
Le gouvernement soudanais, quant à lui, minimise la gravité de la situation en la présentant comme un simple conflit tribal traditionnel lié à l'accès aux ressources.

### Afrique du Sud
Malgré les efforts importants déployés par le gouvernement Sud-Africain pour lutter conte la traite des personnes, le pays a été placé sur la « liste de surveillance de niveau 2 »< par le Département Américain de la traite des personnes au cours des quatre dernières années. L'Afrique du Sud partage des frontières avec la Namibie, le Botswana, le Zimbabwe, le Lesotho, le Mozambique et l'Eswatini. Il dispose de 72 ports d'entrée officiels « et d'un certain nombre de ports d'entrée  non officiels où  les gens entrent et sortent sans être détectés »  le long de ses 5 000 frontière terrestre longue de plusieurs Kilomètres. Le problème des frontières poreuses et aggravé par le manque d'employés correctement formés, ce qui fait que peu de policiers contrôlent de grandes portions du littoral du pays.